# رامون هیکس
رامون هیکس (اسپانیایی: Ramón Hicks‎؛ زادهٔ ۳۰ مهٔ ۱۹۵۹) بازیکن فوتبال اهل پاراگوئه بود.
از باشگاه‌هایی که در آن بازی کرده‌است می‌توان به باشگاه فوتبال ایندپندینته، باشگاه فوتبال الچه، باشگاه فوتبال سابادل، باشگاه فوتبال ناسیونال، باشگاه فوتبال منچستر یونایتد، باشگاه فوتبال رئال اویدو، و باشگاه فوتبال لیبرتاد اشاره کرد.
وی همچنین در تیم ملی فوتبال پاراگوئه بازی کرده‌است.